# Charaxes babingtoni
Charaxes babingtoni är en fjärilsart som beskrevs av Stoneham 1943. Charaxes babingtoni ingår i släktet Charaxes och familjen praktfjärilar. Inga underarter finns listade i Catalogue of Life.